# Frederic Rzewski
Frederic Anthony Rzewski (Westfield (Massachusetts), 13 april 1938 – Montiano,  26 juni 2021) was een Amerikaans componist, muziekpedagoog en pianist, die een deel van zijn leven in België doorbracht.

## Muzikale loopbaan
Rzewski studeerde aan Harvard en Princeton, waar hij les kreeg van onder anderen Walter Piston, Roger Sessions, Milton Babbit en Virgil Thompson. In 1960 ging hij in Italië bij Luigi Dallapiccola studeren. Daar besloot hij als pianist eigentijdse muziek te gaan uitvoeren. Daardoor raakte hij grondig vertrouwd met de muziek van onder anderen Pierre Boulez, Karlheinz Stockhausen en John Cage. Ook stichtte hij Musica Elettronica Viva, een ensemble dat improviseerde met elektronische en elektronisch bewerkte instrumenten.
In 1971 keerde hij terug naar New York. In 1977 vestigde hij zich in Brussel en werd docent compositie aan het Koninklijk Conservatorium te Luik. Hij woonde ook in Toscane en keerde regelmatig terug naar de Verenigde Staten om les te geven. 
Rzewski overleed op 26 juni 2021 in Toscane aan een hartaanval.

## Werk
Rzewski heeft een uitgebreid oeuvre op zijn naam staan, in vele genres: orkestmuziek, vocale muziek voor koor en voor solostemmen, veel kamermuziek en een groot aantal pianowerken die hij vaak zelf uitvoerde. Zij zijn met opzet toegankelijk en traditioneel van aard om zijn muziek, die bijna steeds een politieke, linkse lading heeft, begrijpelijk te houden voor de arbeidersklasse. Om deze reden is hij soms vergeleken met de Britse componist Cornelius Cardew, die in zijn latere werk een sterk populaire stijl aannam en in fabriekshallen optrad. Rzewski's muziek is echter veel gecompliceerder en draagt onmiskenbaar stijlkenmerken die aan de experimentele muziek ontleend zijn. Zijn politieke engagement blijkt duidelijk uit werken als Coming Together voor spreekstem en ensemble (1971) en The Price of Oil voor twee stemmen en diverse ensembles (1980). Een van zijn bekendste werken is The People United Will Never Be Defeated! uit 1975, een reeks van 36 variaties over het socialistische lied ¡El pueblo unido jamás será vencido!, waar hij een tonaal thema bewerkte met technieken van serialisme en minimalisme.
Uit 1988 dateert het Auschwitz-oratorium The Triumph of Death dat in 2015 in Weimar zijn Duitse première beleefde als Der Triumph des Todes. In 2013 componeerde hij het verplichte werk Dream voor de Koningin Elisabethwedstrijd 2013 (voor piano), dat door alle halvefinalisten gespeeld werd.

## Publicatie
- Frederic Rzewski: Nonsequiturs - Writings & Lectures on Improvisation, Composition, and Interpretation 1965-1994. Edition Musiktexte, Keulen, 2007, 576 pag. ISBN 3-9803151-8-5